# Burkheart Ellis
Burkheart Ellis (* 18. September 1992 in Raleigh) ist ein barbadischer Leichtathlet, der sich auf den Sprint spezialisiert hat.

## Sportliche Laufbahn
Erste internationale Erfahrungen sammelte Burkheart Ellis bei den U23-NACAC-Meisterschaften 2012 in Irapuato, bei denen er den siebten Platz über 400 Meter belegte und über 200 Meter in der ersten Runde ausschied. Zudem erreichte er mit der Staffel in 40,30 s den fünften Platz. Bei den CAC-Meisterschaften 2013 in Morelia erreichte er im Vorlauf über 200 Meter nicht das Ziel. 2014 belegte bei den U23-NACAC-Meisterschaften in Kamloops in 47,10 s den fünften Platz über 400 Meter.
Bei den Panamerikanischen Spielen 2015 in Toronto belegte mit der Staffel in 38,79 s den vierten Platz und schied über 200 Meter in der Vorrunde aus. Anschließend gewann er bei den NACAC-Meisterschaften in San José die Bronzemedaille mit der Staffel und gelangte über 200 Meter bis in das Halbfinale. 2016 qualifizierte er sich über 200 Meter für die Olympischen Spiele in Rio de Janeiro, bei denen er mit 20,74 s im Vorlauf ausschied. 2017 gewann er bei den World Relays die Silbermedaille mit der 4-mal-100-Meter-Staffel. Bei den Weltmeisterschaften in London schied er mit 20,84 s im Vorlauf aus.
2018 nahm er zum ersten Mal an den Commonwealth Games im australischen Gold Coast teil und schied dort über 200 Meter mit 20,79 s im Halbfinale aus. Zudem belegte er mit der barbadischen Staffel den fünften Platz.
2012 wurde Ellis barbadischer Meister über 400 Meter sowie 2012, 2013, 2015, 2017 und 2018 über 200 Meter. Er ist Student an der St. Augustine’s University in Raleigh.

## Persönliche Bestleistungen
- 100 Meter: 10,17 s (+1,6 m/s), 28. Mai 2016 in Bradenton
  - 60 Meter (Halle): 6,78 s, 25. Februar 2018 in Winston-Salem
- 200 Meter: 20,36 s (+1,2 m/s), 23. April 2016 in Charlotte
  - 200 Meter (Halle): 21,24 s, 12. März 2016 in Pittsburgh
- 400 Meter: 45,99 s, 25. Mai 2013 in Pueblo